# Curling Club Winterthur
Der Curling Club Winterthur, kurz CC Winterthur, war ein Schweizer Curlingverein aus Winterthur, der von 1956 bis 1998 existierte.

## Geschichte
Der Curling Club Winterthur wurde 1956 gegründet, spielte jedoch seit in Ermangelung einer eigenen Curlinghalle in Winterthur in Wallisellen. Die fehlende Curlinghalle war in Winterthur ein Teil bei den Neubauprojekten für die Eisbahn Zelgli, die 1989 vors Volk kamen. Da jedoch die Wiederholungsabstimmung 1991 verloren ging, wurde die 3 Millionen Franken teure Curlinghalle nie erbaut.
Im März 1998 fusionierte der CC Winterthur mit dem CC Wallisellen zur Curling Gemeinschaft Wallisellen.

## Erfolge
Der Club zählte vor allem in den späten 80er-Jahren bis zu seiner Fusion mit dem Wallisellen CC zur Weltspitze: 1987 gewann Marianne Flotron als Schweizer Meisterin bei den Weltmeisterschaften Bronze, zwei Jahre später wurde sie bei den Europameisterschaften Zweite. 1993 gewann bei den Herren der von auswärts kommende Schweizer Meister Dieter Würst bei der WM ebenfalls Bronze, 1995 erreichte der Bruder von Marianne, André Flotron, bei der EM die Silbermedaille.